# Односи Србије и Лихтенштајна
Односи Србије и Лихтенштајна су инострани односи Републике Србије и Кнежевине Лихтенштајна.

## Билатерални односи
Дипломатски односи са Лихтенштајном су успостављени 4. априла 2003. године.
Амбасада Републике Србије у Берну (Швајцарска) радно покрива Лихтенштајн.
Лихтенштајн је признао једностарано проглашење независности Косова.

### Економски односи
- Робна размена у 2020. години вредела је 7,483 милиона долара, од тога је извоз Србије износио 6,345 милиона долара, док је увоз био 1,138 милиона УСД.
- Робна размена у 2019. години била је 8,131 милион УСД, од тога је извоз Србије износио 6,820 милиона, док је увоз био 1,3 милиона долара.[3]